# Гантс-Гарбор
Гантс-Гарбор (англ. Hant's Harbour) — містечко в Канаді, у провінції Ньюфаундленд і Лабрадор.

## Населення
За даними перепису 2016 року, містечко нараховувало 329 осіб, показавши скорочення на 4,9%, порівняно з 2011-м роком. Середня густина населення становила 10,2 осіб/км².
З офіційних мов обидвома одночасно володіли 10 жителів, тільки англійською — 320.
Працездатне населення становило 44,4% усього населення, рівень безробіття — 10,7% (11,8% серед чоловіків та 16,7% серед жінок). 92,9% осіб були найманими працівниками, а 7,1% — самозайнятими.

## Клімат
Середня річна температура становить 4,9°C, середня максимальна – 18,7°C, а середня мінімальна – -10°C. Середня річна кількість опадів – 1 338 мм.
| Клімат поселення                              | Клімат поселення | Клімат поселення | Клімат поселення | Клімат поселення | Клімат поселення | Клімат поселення | Клімат поселення | Клімат поселення | Клімат поселення | Клімат поселення | Клімат поселення | Клімат поселення | Клімат поселення |
| Показник                                      | Січ.             | Лют.             | Бер.             | Квіт.            | Трав.            | Черв.            | Лип.             | Серп.            | Вер.             | Жовт.            | Лист.            | Груд.            |                  |
| Середній максимум, °C                         | 0,43             | −0,27            | 2,69             | 6,83             | 10,92            | 15,17            | 18,42            | 18,67            | 15,18            | 10,55            | 6,33             | 1,54             |                  |
| Середня температура, °C                       | −4,44            | −5,11            | −2,18            | 1,98             | 6,06             | 10,30            | 15,41            | 15,66            | 12,18            | 7,54             | 3,32             | −1,48            |                  |
| Середній мінімум, °C                          | −9,3             | −9,97            | −7,02            | −2,88            | 1,22             | 5,44             | 12,39            | 12,66            | 9,17             | 4,53             | 0,31             | −4,48            |                  |
| Норма опадів, мм                              | 119              | 111              | 99               | 100              | 93               | 98               | 93               | 90               | 129              | 146              | 132              | 128              |                  |
| Середньомісячна швидкість вітру, м/с          | 7.40             | 7.00             | 6.61             | 6.11             | 5.50             | 5.20             | 5.03             | 5.09             | 5.60             | 6.29             | 6.77             | 7.33             |                  |
| Середньомісячна сонячна радіація, кДж/м²·день | 3871             | 6766             | 10652            | 14064            | 17218            | 19141            | 19068            | 16013            | 11966            | 7086             | 4065             | 3011             |                  |
| --------------------------------------------- | ---------------- | ---------------- | ---------------- | ---------------- | ---------------- | ---------------- | ---------------- | ---------------- | ---------------- | ---------------- | ---------------- | ---------------- | ---------------- |
| Джерело:                                      |                  |                  |                  |                  |                  |                  |                  |                  |                  |                  |                  |                  |                  |